# LHA
LHA — бесплатный архиватор и соответствующий формат архивирования файлов (имеющих расширение имени .LZH). Как и прародитель, разрабатывался для архивирования текстовых файлов.
Является основным архиватором для операционных систем семейства AmigaOS и популярного архива бесплатного программного обеспечения AmiNET.

## История
LHA был создан в 1988 году Харуясу Ёсидзаки (яп. 吉崎栄泰 Yoshizaki Haruyasu) и изначально назывался LHarc. Полная переделка LHarc, названная LHx, была анонсирована как LH, но переименована в LHA во избежание конфликтов с появившейся в это время командой LH («load high») из MS-DOS 5.0.
Хотя на Западе LHA в настоящее время практически не используется, он остаётся популярным в Японии. Использовался id Software для сжатия установочных файлов ранних компьютерных игр, таких как Doom и Quake.
LHA портировался под многие операционные системы и является основным форматом сжатия для компьютеров Amiga. Aminet — крупнейший мировой архив программ и файлов для Amiga, использует реализацию LHA для Amiga, созданную Стефаном Бобергом.
Корпорация Microsoft выпустила дополнение для Windows XP и Windows Server 2003 для работы с файлами, сжатыми с помощью LHA. В результате можно работать с LHA-архивами прямо из Проводника Windows. Были выпущены соответствующие расширения для японской версии Windows.

## Методы компрессии
В архиве LHA информация о методе сжатия представлена в виде 5-байтовой текстовой строки, что является редкостью для архиваторов.

### Канонический LZH
LHarc сжимает файлы, используя алгоритм LZHUF — раннего продукта Ёсидзаки, который был модифицирован из LZARI, разработанного Харухико Окумуро (англ. Haruhiko Okumura), но использует алгоритм Хаффмана вместо арифметического кодирования. LZARI использует алгоритм сжатия LZSS с арифметическим кодированием.

#### -lh0-
Исходные данные не сжимаются.

#### -lh1-
Этот метод представлен в первой версии LHarc.
Поддерживает 4 КБ скользящее окно, с поддержкой длины совпадения до 60 байтов. Используется алгоритм Хаффмана.

#### -lh4-, -lh5-, -lh6, -lh7-
Методы 4, 5, 6, 7 поддерживают скользящее окно, соответственно размером 4, 8, 32, 64 КБ, с поддержкой длины совпадения до 256 байтов. Используется статический алгоритм Хаффмана. lh5 был впервые представлен в LHarc 2; за ним последовал lh6 в LHA 2.66 и lh7 в LHA 2.67 beta. Сам LHA никогда не сжимает в lh4.

#### -lhd-
Технически не является методом сжатия, но используется в архивах .LZH для индикации того, что объект архива является пустым каталогом.

### Расширения Joe Jared
Joe Jared расширил LZSS для работы с более крупными словарями.

#### -lh8-, -lh9-, -lha-, -lhb-, -lhc-, -lhe-
Размеры словарей составляют соответственно 64, 128, 256, 512, 1024, 2048 КБ.

### Расширения UNLHA32
UNLHA32.DLL использует собственные методы для тестирования.

#### -lhx-
Использует 128—256 КБ словарь.

### Расширение PMarc
Метод разработан PMarc, архиватором для CP/M, созданным Miyo. обычно используется расширение .PMA.

### LArc
LArc использует те же форматы файлов, что и в .LZH, но был написан Kazuhiko Miki, Haruhiko Okumura и Ken Masuyama. Расширение файлов — .LZS.

#### -lzs-
Поддерживает 2 КБ скользящее окно, с поддержкой длины совпадения до 17 байтов.

#### -lz2-
То же, что -lzs-, но могут меняться размер словаря и максимальная длина совпадения.